# Lago Sisson Branch
O lago Sisson Branch é um lago de barragem localizado no condado de York, província de New Brunswick, no Canadá.

## Descrição
Esta albufeira encontra-se nas coordenadas geográficas 47°19'N 67°18'W. 
Este lago de barragem constitui-se como reservatório de apreciáveis dimensões estando localizado a uma distância de 28,5 milhas das cataratas de Grand Falls, na província de New Brunswick. 
É um local bastante procurado pelos pescadores uma vez que aqui é possível encontrar uma variedade de peixes bastante apreciável onde estão incluídos o peixe-gato, a Salvelinus fontinalis e a truta-comum.